# Yacht Club Santo Stefano

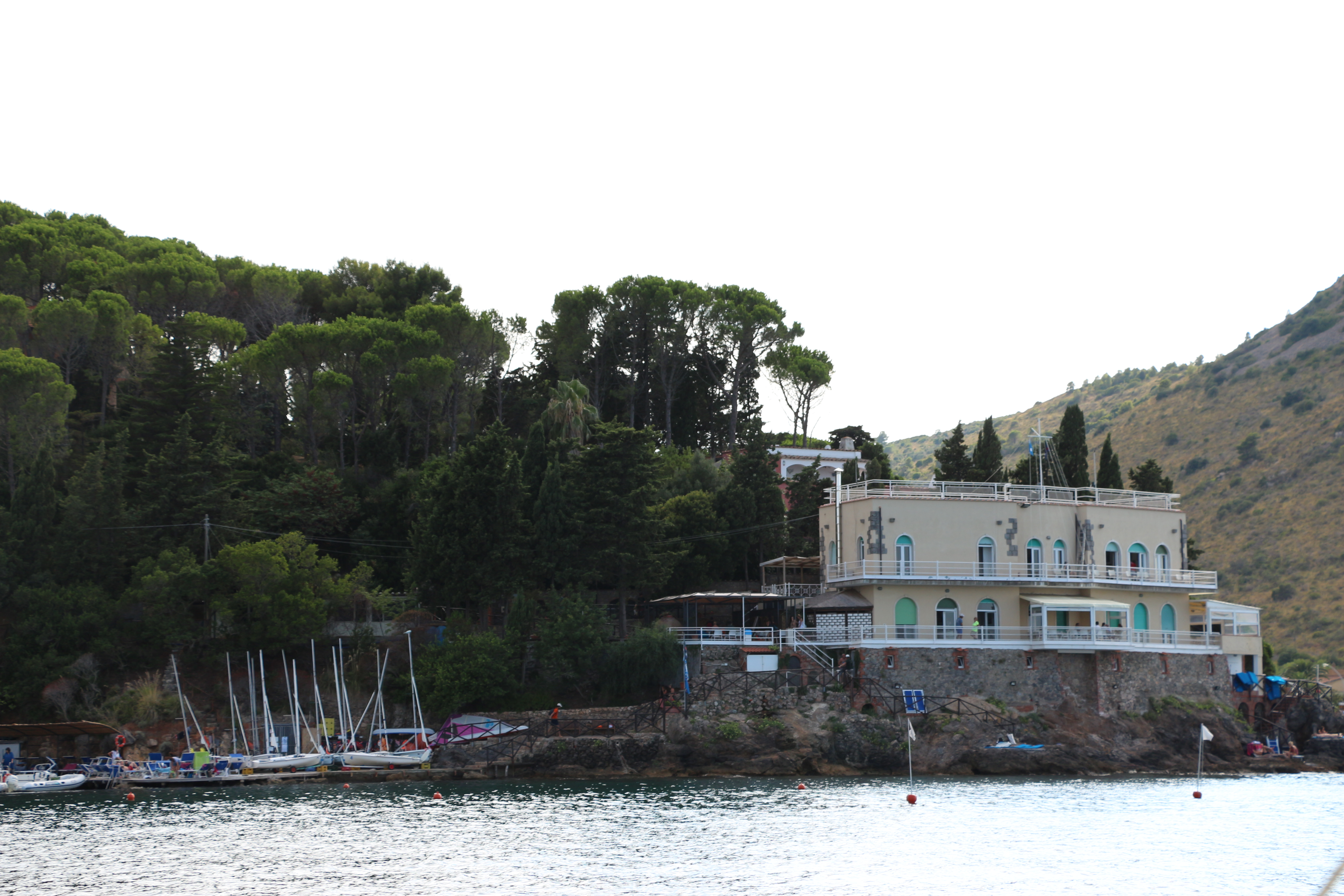
Villa Cortesini, sede del Club.

El Yacht Club Santo Stefano es un club náutico ubicado en Porto Santo Stefano, Toscana (Italia). Fue fundado en 1960 y su primera sede era un antiguo bergantín, llamado "Spluga", amarrado en Porto Santo Stefano. Con los años, esta sede flotante se convirtió en el punto de encuentro de muchos personajes que en ese momento frecuentaban  Monte Argentario, entre los cuales estaban los monarcas de los Países Bajos. En 1970 la sede se mudó a Villa Cortesini, en Pozzarello.
Su escuela de vela es la quinta más grande de Italia por número de alumnos, y fue galardonada por el CONI en 2014, 2015, 2016 y 2017.

## Eventos deportivos
Además de los campeonatos de invierno italiano y mundial, los eventos más importantes son Pasquavela, regata entre las más importantes en el panorama deportivo de la navegación italiana, que tiene lugar el fin de semana de Pascua y el Panerai Argentario Sailing Week, que se lleva a cabo en el entorno del puerto antiguo de Porto Santo Stefano y alberga yates clásicos, vintage, con espíritu de tradición y clases métricas con tripulaciones de todo el mundo. Ha visto la participación de numerosos navegantes de renombre internacional, como Germán Frers, Dennis Conner, Doug Peterson y Olin Stephens, todos incluidos en el "America's Cup Hall of Fame" 
El club también se encuentra entre los organizadores del Trofeo de los Presidios Reales de España que tiene lugar en las aguas del archipiélago Toscano.

### Hermanamiento
El club tiene convenios recíprocos con los siguientes clubes:
- Club de tiro antiguo, Roma
- Círculo del Ministerio de Asuntos Exteriores, Roma
- Real Club de Yates Remeros de Saboya, Nápoles
- Compañía de Vela, Venecia
- Club Náutico El Balís, Barcelona
- Yacht Club Bari, Bari